# Palácio do Conde de Podentes
O Palácio do Conde de Podentes, igualmente conhecido como Hospício de Podentes, é um edifício histórico em Condeixa-a-Nova, no distrito de Coimbra, em Portugal.
Está situado na Rua Dr. Simão da Cunha, em Condeixa-a-Nova.

## Descrição e história
O imóvel consiste numa casa abastada, conservando ainda traços da sua construção original seiscentista. Integra-se principalmente no estilo barroco. O complexo tem uma planta de forma irregular, composta por vários elementos de um e dois pisos, rodeando um pátio interior. O palácio tem as fachadas pintadas e rebocadas, com cunhais apilastrados nos cantos, sendo os registos divididos por frisos. Na fachada principal abrem-se várias portas e janelas, apresentando vários tipos de molduras, destacando-se as janelas de sacada, cujas varandas apresentam gradeamentos elaborados. As fachadas são rematadas por frisos, cornijamento e beiral. As coberturas são de forma diferenciada, apresentando várias configurações, com duas, três e quatro águas. Destacam-se os painéis de azulejo, tanto no interior do edifício como nos jardins. É um dos vários palácios presentes em Condeixa-a-Nova, testemunhos de um período de instalação de famílias nobres na vila a partir do século XVII, por se encontrar num ponto importante do percurso entre Lisboa e Coimbra.
O edifício foi construído no século XVIII, tendo sido inicialmente um convento de frades antoninos franciscanos, que tinha como principal finalidade acolher religiosos que sofriam de problemas psiquiátricos. Deixou de funcionar como convento em 1834, na sequência do processo da Extinção das ordens religiosas, embora a sua antiga função tenha permanecido na memória popular, sendo conhecido como hospício. Em 1842 o imóvel foi comprado pelo médico liberal Jerónimo Dias Azevedo Vasques de Almeida e Vasconcelos, Conde de Podentes, motivo pelo qual passou a ficar conhecido como Palácio do Conde de Podentes. Após a sua conversão em palácio, foi visitado por membros da família real, incluindo D. Pedro V e D. Luís I.